# Robert Anderson (författare)
Robert Anderson, född den 7 januari 1750 i Carnwath, Lanarkshire, död den 20 februari 1830, var en skotsk författare och kritiker.
Anderson studerade först teologi och sedan medicin vid universitetet i Edinburgh, och tog därefter, efter viss erfarenhet som kirurg, medicine doktorsgraden vid universitetet i St Andrews 1778. 
Han började arbeta som läkare i Alnwick i Northumberland, men blev ekonomiskt oberoende efter att ha gift sig och lämnade praktiken till förmån för ett litterärt liv i Edinburgh.
I åtskilliga år var han sysselsatt med sin utgåva The Works of the British Poets, with Prefaces Biographical and Critical (14 band, Edinburgh, 1792-1807). Hans övriga publikationer var:
- The Miscellaneous Works of Tobias Smollett, M.D., with Memoirs of his Life and Writings (Edinburgh, 1796)
- Life of Samuel Johnson, LL.D., with Critical Observations on his Works (Edinburgh, 1815)
- The Works of John Moore, M.D., with Memoirs of his Life and Writings (Edinburgh, 7 band, 1820)
- The Grave and other Poems, by Robert Blair; to which are prefixed some Account of his Life and Observations on his Writings (Edinburgh, 1826).